# Daphnis dohertyi
Daphnis dohertyi là một loài bướm đêm thuộc họ Sphingidae. Loài này có ở Indonesia, New Guinea, Philippines quần đảo Solomon và Queensland.
Chiều dài cánh trước khoảng 42–47 mm.

## Phân loài
- Daphnis dohertyi dohertyi
- Daphnis dohertyi callusia (Rothschild & Jordan, 1916) (quần đảo Solomon)